# Sezonul de Formula 1 din 1955
Sezonul de Formula 1 din 1955 a fost cel de-al nouălea sezon al curselor auto de Formula 1 FIA, și a inclus cea de-a șasea ediție a Campionatului Mondial al Piloților. Sezonul a fost disputat pe parcursul a șapte curse, începând cu Marele Premiu al Argentinei pe 16 ianuarie și terminându-se cu Marele Premiu al Italiei pe 11 septembrie. Juan Manuel Fangio și-a câștigat al doilea titlu consecutiv într-un sezon marcat de tragedii. În 1955 s-au desfășurat și alte curse care nu au făcut parte din campionat.

## Rezumatul sezonului
Mercedes a dominat și acest sezon, Fangio câștigând patru curse, în timp ce noul său coechipier, Stirling Moss, s-a impus în Marele Premiu al Marii Britanii. Ajutați de problemele celor de la Mercedes și de accidentul lui Ascari, Ferrari a obținut victoria în Marele Premiu al Principatului Monaco. Deși a scăpat nevătămat, Ascari a murit patru zile mai târziu, la Monza, într-un nou accident.
Din cauza dezastrului petrecut pe 11 iunie 1955 în timpul cursei de 24 de ore de la Le Mans, patru Mari Premii au fost anulate. Atunci a murit pilotul Pierre Levegh și peste 80 de spectatori. Cele patru Mari Premii anulate au fost cursele din Franța, Germania, Spania și Elveția. Etapa din Franța, care trebuia să aibă loc la Reims între cursele din Țările de Jos și Regatul Unit, pe 3 iulie, a fost mai întâi reprogramată pentru 25 septembrie și ulterior anulată. Apoi, evenimentul din Germania de Vest, programat pentru 31 iulie pe Nürburgring, cursa din Elveția de la Bremgarten, planificată să aibă loc pe 21 august, și runda spaniolă din 23 octombrie la Pedralbes, au urmat exemplul. Pedralbes și Bremgarten au fost apoi abandonate și nu au mai fost folosite niciodată pentru curse; Cursele cu motor au fost interzise cu totul în Elveția și nicio cursă de circuit nu a avut loc în țară până la Zürich ePrix 2018. Aceste anulări i-au înmânat efectiv titlul la piloți lui Fangio după ce acesta a terminat pe locul 2 în fața lui Moss la Marele Premiu al Marii Britanii. Cu toate acestea, nu a fost încoronat campion decât cu mult după Marele Premiu al Marii Britanii, deoarece rundele din Germania, Elveția și Spania au fost anulate după ce a avut loc Marele Premiu al Marii Britanii.
Sezonul 1955 va fi ultimul pentru Mercedes Benz în calitate de constructor până la renașterea echipei în 2010. De asemenea, a marcat victoria finală pentru Mercedes până la Marele Premiu al Chinei din 2012. Pe lângă moartea lui Ascari, italianul Mario Alborghetti a murit la Marele Premiu de la Pau din Franța, o cursă non-campionat, la volanul unui Maserati, iar alți doi piloți au fost uciși în Indy 500, Manny Ayulo în antrenamente și câștigătorul precedent al cursei, Bill Vukovich, în timpul cursei, două săptămâni mai tarziu.

## Piloții și echipele înscrise în campionat
Următorii piloți și constructori au participat în Campionatul Mondial al Piloților din 1955.
| Imagine            | Concurent                 | Constructor    | Motor                     | Șasiu      | Pneu | Piloți                  | Piloți   |
| ------------------ | ------------------------- | -------------- | ------------------------- | ---------- | ---- | ----------------------- | -------- |
| Imagine            | Concurent                 | Constructor    | Motor                     | Șasiu      | Pneu | Numele pilotului        | Etape    |
|                    | Scuderia Volpini          | Arzani-Volpini | Maserati 4CLT 2,5 L4      | F1         | P    | Luigi Piotti            | 7        |
| Connaught Type B   | Connaught Engineering     | Connaught      | Alta GP 2,5 L4            | Type B     | D    | Kenneth McAlpine        | 6        |
| Connaught Type B   | Connaught Engineering     | Connaught      | Alta GP 2,5 L4            | Type B     | D    | Jack Fairman            | 6        |
| Cooper T40         | Cooper Car Company        | Cooper         | Bristol BS1 2,0 L6        | T40        | D    | Jack Brabham            | 6        |
| Ferrari 555        | Scuderia Ferrari          | Ferrari        | Ferrari 555 2,5 L4        | 625 F1 555 | E    | Umberto Maglioli        | 1, 7     |
| Ferrari 555        | Scuderia Ferrari          | Ferrari        | Ferrari 555 2,5 L4        | 625 F1 555 | E    | José Froilán González   | 1        |
| Ferrari 555        | Scuderia Ferrari          | Ferrari        | Ferrari 555 2,5 L4        | 625 F1 555 | E    | Giuseppe Farina         | 1–2, 4   |
| Ferrari 555        | Scuderia Ferrari          | Ferrari        | Ferrari 555 2,5 L4        | 625 F1 555 | E    | Maurice Trintignant     | 1–2, 4–7 |
| Ferrari 555        | Scuderia Ferrari          | Ferrari        | Ferrari 555 2,5 L4        | 625 F1 555 | E    | Harry Schell            | 2, 4     |
| Ferrari 555        | Scuderia Ferrari          | Ferrari        | Ferrari 555 2,5 L4        | 625 F1 555 | E    | Piero Taruffi           | 2, 4     |
| Ferrari 555        | Scuderia Ferrari          | Ferrari        | Ferrari 555 2,5 L4        | 625 F1 555 | E    | Paul Frère              | 2, 4     |
| Ferrari 555        | Scuderia Ferrari          | Ferrari        | Ferrari 555 2,5 L4        | 625 F1 555 | E    | Mike Hawthorn           | 5–7      |
| Ferrari 555        | Scuderia Ferrari          | Ferrari        | Ferrari 555 2,5 L4        | 625 F1 555 | E    | Eugenio Castellotti     | 5–7      |
| Gordini T16        | Equipe Gordini            | Gordini        | Gordini 23 2,5 L6         | T16        | E    | Élie Bayol              | 1–2      |
| Gordini T16        | Equipe Gordini            | Gordini        | Gordini 23 2,5 L6         | T16        | E    | Pablo Birger            | 1        |
| Gordini T16        | Equipe Gordini            | Gordini        | Gordini 23 2,5 L6         | T16        | E    | Jesús Iglesias          | 1        |
| Gordini T16        | Equipe Gordini            | Gordini        | Gordini 23 2,5 L6         | T16        | E    | Robert Manzon           | 2, 5–6   |
| Gordini T16        | Equipe Gordini            | Gordini        | Gordini 23 2,5 L6         | T16        | E    | Jacques Pollet          | 2, 5, 7  |
| Gordini T16        | Equipe Gordini            | Gordini        | Gordini 23 2,5 L6         | T16        | E    | Hernando da Silva Ramos | 5–7      |
| Gordini T16        | Equipe Gordini            | Gordini        | Gordini 23 2,5 L6         | T16        | E    | Mike Sparken            | 6        |
| Gordini T16        | Equipe Gordini            | Gordini        | Gordini 23 2,5 L6         | T16        | E    | Jean Lucas              | 7        |
|                    | E.N. Whiteaway            | HWM            | Alta GP 2,5 L4            | 53         | D    | Ted Whiteaway           | 2        |
| Lancia D50         | Scuderia Lancia           | Lancia         | Lancia DS50 2,5 V8        | D50        | P    | Alberto Ascari          | 1–2      |
| Lancia D50         | Scuderia Lancia           | Lancia         | Lancia DS50 2,5 V8        | D50        | P    | Luigi Villoresi         | 1–2, 7   |
| Lancia D50         | Scuderia Lancia           | Lancia         | Lancia DS50 2,5 V8        | D50        | P    | Eugenio Castellotti     | 1–2, 4   |
| Lancia D50         | Scuderia Lancia           | Lancia         | Lancia DS50 2,5 V8        | D50        | P    | Louis Chiron            | 2        |
| Maserati 250F      | Officine Alfieri Maserati | Maserati       | Maserati 250F1 2,5 L6     | 250F       | P    | Jean Behra              | 1–2, 4–7 |
| Maserati 250F      | Officine Alfieri Maserati | Maserati       | Maserati 250F1 2,5 L6     | 250F       | P    | Roberto Mieres          | 1–2, 4–7 |
| Maserati 250F      | Officine Alfieri Maserati | Maserati       | Maserati 250F1 2,5 L6     | 250F       | P    | Sergio Mantovani        | 1        |
| Maserati 250F      | Officine Alfieri Maserati | Maserati       | Maserati 250F1 2,5 L6     | 250F       | P    | Luigi Musso             | 1–2, 4–7 |
| Maserati 250F      | Officine Alfieri Maserati | Maserati       | Maserati 250F1 2,5 L6     | 250F       | P    | Carlos Menditeguy       | 1, 7     |
| Maserati 250F      | Officine Alfieri Maserati | Maserati       | Maserati 250F1 2,5 L6     | 250F       | P    | Clemar Bucci            | 1        |
| Maserati 250F      | Officine Alfieri Maserati | Maserati       | Maserati 250F1 2,5 L6     | 250F       | P    | Harry Schell            | 1        |
| Maserati 250F      | Officine Alfieri Maserati | Maserati       | Maserati 250F1 2,5 L6     | 250F       | P    | Cesare Perdisa          | 2, 4     |
| Maserati 250F      | Officine Alfieri Maserati | Maserati       | Maserati 250F1 2,5 L6     | 250F       | P    | André Simon             | 6        |
| Maserati 250F      | Officine Alfieri Maserati | Maserati       | Maserati 250F1 2,5 L6     | 250F       | P    | Peter Collins           | 7        |
| Maserati 250F      | Officine Alfieri Maserati | Maserati       | Maserati 250F1 2,5 L6     | 250F       | P    | Horace Gould            | 7        |
| Mercedes-Benz W196 | Daimler Benz AG           | Mercedes-Benz  | Mercedes-Benz M196 2,5 L8 | W196       | C    | Juan Manuel Fangio      | 1–2, 4–7 |
| Mercedes-Benz W196 | Daimler Benz AG           | Mercedes-Benz  | Mercedes-Benz M196 2,5 L8 | W196       | C    | Karl Kling              | 1, 4–7   |
| Mercedes-Benz W196 | Daimler Benz AG           | Mercedes-Benz  | Mercedes-Benz M196 2,5 L8 | W196       | C    | Stirling Moss           | 1–2, 4–7 |
| Mercedes-Benz W196 | Daimler Benz AG           | Mercedes-Benz  | Mercedes-Benz M196 2,5 L8 | W196       | C    | Hans Herrmann           | 1–2      |
| Mercedes-Benz W196 | Daimler Benz AG           | Mercedes-Benz  | Mercedes-Benz M196 2,5 L8 | W196       | C    | André Simon             | 2        |
| Mercedes-Benz W196 | Daimler Benz AG           | Mercedes-Benz  | Mercedes-Benz M196 2,5 L8 | W196       | C    | Piero Taruffi           | 6–7      |
| Vanwall VW 55      | Vandervell Products       | Vanwall        | Vanwall 254 2,5 L4        | VW 55      | P    | Mike Hawthorn           | 2, 4     |
| Vanwall VW 55      | Vandervell Products       | Vanwall        | Vanwall 254 2,5 L4        | VW 55      | P    | Ken Wharton             | 6–7      |
| Vanwall VW 55      | Vandervell Products       | Vanwall        | Vanwall 254 2,5 L4        | VW 55      | P    | Harry Schell            | 6–7      |
| Imagine            | Concurent                 | Constructor    | Motor                     | Șasiu      | Pneu | Numele pilotului        | Etape    |
| Imagine            | Concurent                 | Constructor    | Motor                     | Șasiu      | Pneu | Piloți                  |          |

Piloții și echipele private care nu și-au construit propriul șasiu și au folosit șasiurile constructorilor existenți sunt arătați mai jos.
| Concurent                 | Constructor afiliat | Motor                 | Șasiu  | Pneu | Piloți           | Piloți |
| ------------------------- | ------------------- | --------------------- | ------ | ---- | ---------------- | ------ |
| Concurent                 | Constructor afiliat | Motor                 | Șasiu  | Pneu | Numele pilotului | Etape  |
| Alberto Uria              | Maserati            | Maserati 250F1 2,5 L6 | A6GCM  | P    | Alberto Uria     | 1      |
| Ecurie Rosier             | Maserati            | Maserati 250F1 2,5 L6 | 250F   | P    | Louis Rosier     | 2, 4–5 |
| Stirling Moss Ltd         | Maserati            | Maserati 250F1 2,5 L6 | 250F   | D    | Lance Macklin    | 2, 6   |
| Stirling Moss Ltd         | Maserati            | Maserati 250F1 2,5 L6 | 250F   | D    | Johnny Claes     | 4      |
| Stirling Moss Ltd         | Maserati            | Maserati 250F1 2,5 L6 | 250F   | D    | Peter Walker     | 5      |
| Stirling Moss Ltd         | Maserati            | Maserati 250F1 2,5 L6 | 250F   | D    | John Fitch       | 7      |
| Equipe Nationale Belge    | Ferrari             | Ferrari 625 2,5 L4    | 625 F1 | E    | Johnny Claes     | 5      |
| Gould's Garage (Bristol)  | Maserati            | Maserati 250F1 2,5 L6 | 250F   | D    | Horace Gould     | 5–6    |
| R.R.C. Walker Racing Team | Connaught           | Alta GP 2,5 L4        | Type B | D    | Tony Rolt        | 6      |
| R.R.C. Walker Racing Team | Connaught           | Alta GP 2,5 L4        | Type B | D    | Peter Walker     | 6      |
| Leslie Marr               | Connaught           | Alta GP 2,5 L4        | Type B | D    | Leslie Marr      | 6      |
| Owen Racing Organisation  | Maserati            | Maserati 250F1 2,5 L6 | 250F   | D    | Peter Collins    | 6      |
| Gilby Engineering         | Maserati            | Maserati 250F1 2,5 L6 | 250F   | D    | Roy Salvadori    | 6      |
| Scuderia Ferrari          | Lancia              | Lancia DS50 2,5 V8    | D50    | E    | Giuseppe Farina  | 7      |

- Notă: Tabelele de mai sus nu includ piloții și echipele care au participat doar la cursa de Campionat Mondial de la Indianapolis.

## Calendar
Următoarele șase Mari Premii și Indianapolis 500 au avut loc în 1955.
| 1.                                       | 2.                                           | 3.                                     | 4.                               |
| ---------------------------------------- | -------------------------------------------- | -------------------------------------- | -------------------------------- |
| Marele Premiu al Argentinei 16 ianuarie  | Marele Premiu al Principatului Monaco 22 mai | Indianapolis 500 30 mai                | Marele Premiu al Belgiei 5 iunie |
| Buenos Aires (P)                         | Monaco (S)                                   | Indianapolis (P)                       | Spa-Francorchamps (S)            |
| 5.                                       | 6.                                           | 7.                                     |                                  |
| Marele Premiu al Țărilor de Jos 19 iunie | Marele Premiu al Marii Britanii 16 iulie     | Marele Premiu al Italiei 11 septembrie |                                  |
| Zandvoort (P)                            | Aintree (S)                                  | Monza (P)                              |                                  |
| (P) - pistă; (S) - stradă.               |                                              |                                        |                                  |

Următoarele runde au fost incluse în calendarul inițial, dar au fost anulate ulterior ca urmare a dezastrului de la Le Mans:
| Mare Premiu                | Circuit         | Data inițială |
| -------------------------- | --------------- | ------------- |
| Marele Premiu al Franței   | Reims-Gueux (S) | 3 iulie       |
| Marele Premiu al Germaniei | Nürburgring (P) | 31 iulie      |
| Marele Premiu al Elveției  | Bremgarten (S)  | 21 august     |
| Marele Premiu al Spaniei   | Pedralbes (S)   | 23 octombrie  |

## Rezultate
| Etapa | Mare Premiu                | Pole position         | Cel mai rapid tur  | Pilotul câștigător  | Constructorul câștigător | Pneu | Lider | Lider |
| Etapa | Mare Premiu                | Pole position         | Cel mai rapid tur  | Pilotul câștigător  | Constructorul câștigător | Pneu | Pilot | Dif.  |
| ----- | -------------------------- | --------------------- | ------------------ | ------------------- | ------------------------ | ---- | ----- | ----- |
| 1     | MP al Argentinei           | José Froilán González | Juan Manuel Fangio | Juan Manuel Fangio  | Mercedes-Benz            | C    | FAN   | 5,67  |
| 2     | MP al Principatului Monaco | Juan Manuel Fangio    | Juan Manuel Fangio | Maurice Trintignant | Ferrari                  | E    | TRI   | 1,33  |
| 3     | Indianapolis 500           | Jerry Hoyt            | Bill Vukovich      | Bob Sweikert        | Kurtis Kraft-Offenhauser | F    | TRI   | 1,33  |
| 4     | MP al Belgiei              | Eugenio Castellotti   | Juan Manuel Fangio | Juan Manuel Fangio  | Mercedes-Benz            | C    | FAN   | 7,67  |
| 5     | MP al Țărilor de Jos       | Juan Manuel Fangio    | Roberto Mieres     | Juan Manuel Fangio  | Mercedes-Benz            | C    | FAN   | 14    |
| 6     | MP al Marii Britanii       | Stirling Moss         | Stirling Moss      | Stirling Moss       | Mercedes-Benz            | C    | FAN   | 11    |
| 7     | MP al Italiei              | Juan Manuel Fangio    | Stirling Moss      | Juan Manuel Fangio  | Mercedes-Benz            | C    | FAN   | 17    |

## Clasamentul Campionatului Mondial al Piloților
Punctele au fost acordate pe o bază de 8–6–4–3–2 primilor cinci clasați în fiecare cursă, cu un punct suplimentar revenind pilotului care a stabilit cel mai rapid tur al cursei (dacă cel mai rapid tur a fost realizat de mai mulți piloți, punctul s-a împărțit egal la fiecare pilot). Punctele pentru piloții care au condus aceeași mașină au fost împărțite în mod egal, indiferent de cine a condus mai multe tururi. Doar cele mai bune cinci rezultate au fost luate în considerare pentru Campionatul Mondial. FIA nu a acordat o clasificare în campionat acelor piloți care nu au obținut puncte.
| Poz. | Pilot                   | ARG         | MCO    | 500 | BEL    | NLD | GBR    | ITA | Puncte  |
| ---- | ----------------------- | ----------- | ------ | --- | ------ | --- | ------ | --- | ------- |
| 1    | Juan Manuel Fangio      | 1R          | AbP R  |     | 1R     | 1P  | 2      | 1P  | 40 (41) |
| 2    | Stirling Moss           | 4 / Ab      | 9      |     | 2      | 2   | 1P R   | AbR | 23      |
| 3    | Eugenio Castellotti     | Ab          | 2      |     | AbP    | 5   | 6 / Ab | 3   | 12      |
| 4    | Maurice Trintignant     | 2 / 3 / Ab  | 1      |     | 6      | Ab  | Ab     | 8   | 11,33   |
| 5    | Giuseppe Farina         | 2 / 3       | 4      |     | 3      |     |        | NS  | 10,33   |
| 6    | Piero Taruffi           |             | 8      |     | NS     |     | 4      | 2   | 9       |
| 7    | Bob Sweikert            |             |        | 1   |        |     |        |     | 8       |
| 8    | Roberto Mieres          | 5           | Ab     |     | 5      | 4R  | Ab     | 7   | 7       |
| 9    | Jean Behra              | 6 / Ab / Ab | 3 / Ab |     | 5 / Ab | 6   | Ab     | 4   | 6       |
| 10   | Luigi Musso             | 7 / Ab      | Ab     |     | 7      | 3   | 5      | Ab  | 6       |
| 11   | Karl Kling              | 4 / Ab      |        |     | Ab     | Ab  | 3      | Ab  | 5       |
| 12   | Jimmy Davies            |             |        | 3   |        |     |        |     | 4       |
| 13   | Tony Bettenhausen       |             |        | 2   |        |     |        |     | 3       |
| 14   | Paul Russo              |             |        | 2   |        |     |        |     | 3       |
| 15   | Paul Frère              |             | 8      |     | 4      |     |        |     | 3       |
| 16   | Johnny Thomson          |             |        | 4   |        |     |        |     | 3       |
| 17   | José Froilán González   | 2P          |        |     |        |     |        |     | 2       |
| 18   | Cesare Perdisa          |             | 3 / Ab |     | 8      |     |        |     | 2       |
| 19   | Luigi Villoresi         | Ab / Ab     | 5      |     |        |     |        | NS  | 2       |
| 20   | Carlos Menditeguy       | Ab / Ab     |        |     |        |     |        | 5   | 2       |
| 21   | Umberto Maglioli        | 3           |        |     |        |     |        | 6   | 1,33    |
| 22   | Hans Herrmann           | 4           | NSC    |     |        |     |        |     | 1       |
| 23   | Walt Faulkner           |             |        | 5   |        |     |        |     | 1       |
| 24   | Bill Homeier            |             |        | 5   |        |     |        |     | 1       |
| 25   | Bill Vukovich           |             |        | AbR |        |     |        |     | 1       |
| —    | Mike Hawthorn           |             | Ab     |     | Ab     | 7   | 6      | 10  | 0       |
| —    | Harry Schell            | 6 / 7 / Ab  | Ab     |     | NS     |     | 9 / Ab | Ab  | 0       |
| —    | Louis Chiron            |             | 6      |     |        |     |        |     | 0       |
| —    | Andy Linden             |             |        | 6   |        |     |        |     | 0       |
| —    | Jacques Pollet          |             | 7      |     |        | 10  |        | Ab  | 0       |
| —    | Al Herman               |             |        | 7   |        |     |        |     | 0       |
| —    | Mike Sparken            |             |        |     |        |     | 7      |     | 0       |
| —    | Sergio Mantovani        | 7 / Ab      |        |     |        |     |        |     | 0       |
| —    | Hernando da Silva Ramos |             |        |     |        | 8   | Ab     | Ab  | 0       |
| —    | Lance Macklin           |             | NSC    |     |        |     | 8      |     | 0       |
| —    | Pat O'Connor            |             |        | 8   |        |     |        |     | 0       |
| —    | Louis Rosier            |             | Ab     |     | 9      | 9   |        |     | 0       |
| —    | Ken Wharton             |             |        |     |        |     | 9      | Ab  | 0       |
| —    | Jimmy Daywalt           |             |        | 9   |        |     |        |     | 0       |
| —    | John Fitch              |             |        |     |        |     |        | 9   | 0       |
| —    | Pat Flaherty            |             |        | 10  |        |     |        |     | 0       |
| —    | Duane Carter            |             |        | 11  |        |     |        |     | 0       |
| —    | Johnny Claes            |             |        |     | NS     | 11  |        |     | 0       |
| —    | Chuck Weyant            |             |        | 12  |        |     |        |     | 0       |
| —    | Eddie Johnson           |             |        | 13  |        |     |        |     | 0       |
| —    | Jim Rathmann            |             |        | 14  |        |     |        |     | 0       |
| —    | Robert Manzon           |             | Ab     |     |        | Ab  | Ab     |     | 0       |
| —    | Horace Gould            |             |        |     |        | Ab  | Ab     | Ab  | 0       |
| —    | Alberto Ascari          | Ab          | Ab     |     |        |     |        |     | 0       |
| —    | Élie Bayol              | Ab          | Ab     |     |        |     |        |     | 0       |
| —    | André Simon             |             | Ab     |     |        |     | Ab     |     | 0       |
| —    | Peter Collins           |             |        |     |        |     | Ab     | Ab  | 0       |
| —    | Peter Walker            |             |        |     |        | Ab  | Ab     |     | 0       |
| —    | Jesus Iglesias          | Ab          |        |     |        |     |        |     | 0       |
| —    | Pablo Birger            | Ab          |        |     |        |     |        |     | 0       |
| —    | Alberto Uria            | Ab          |        |     |        |     |        |     | 0       |
| —    | Don Freeland            |             |        | Ab  |        |     |        |     | 0       |
| —    | Cal Niday               |             |        | Ab  |        |     |        |     | 0       |
| —    | Art Cross               |             |        | Ab  |        |     |        |     | 0       |
| —    | Shorty Templeman        |             |        | Ab  |        |     |        |     | 0       |
| —    | Sam Hanks               |             |        | Ab  |        |     |        |     | 0       |
| —    | Keith Andrews           |             |        | Ab  |        |     |        |     | 0       |
| —    | Johnnie Parsons         |             |        | Ab  |        |     |        |     | 0       |
| —    | Eddie Russo             |             |        | Ab  |        |     |        |     | 0       |
| —    | Ray Crawford            |             |        | Ab  |        |     |        |     | 0       |
| —    | Jimmy Bryan             |             |        | Ab  |        |     |        |     | 0       |
| —    | Jack McGrath            |             |        | Ab  |        |     |        |     | 0       |
| —    | Al Keller               |             |        | Ab  |        |     |        |     | 0       |
| —    | Johnny Boyd             |             |        | Ab  |        |     |        |     | 0       |
| —    | Ed Elisian              |             |        | Ab  |        |     |        |     | 0       |
| —    | Rodger Ward             |             |        | Ab  |        |     |        |     | 0       |
| —    | Jerry Hoyt              |             |        | AbP |        |     |        |     | 0       |
| —    | Jimmy Reece             |             |        | Ab  |        |     |        |     | 0       |
| —    | Fred Agabashian         |             |        | Ab  |        |     |        |     | 0       |
| —    | Kenneth McAlpine        |             |        |     |        |     | Ab     |     | 0       |
| —    | Jack Brabham            |             |        |     |        |     | Ab     |     | 0       |
| —    | Roy Salvadori           |             |        |     |        |     | Ab     |     | 0       |
| —    | Leslie Marr             |             |        |     |        |     | Ab     |     | 0       |
| —    | Jean Lucas              |             |        |     |        |     |        | Ab  | 0       |
| —    | Clemar Bucci            | Ab          |        |     |        |     |        |     | 0       |
| —    | Tony Rolt               |             |        |     |        |     | Ab     |     | 0       |
| —    | Ted Whiteaway           |             | NSC    |     |        |     |        |     | 0       |
| —    | Jack Fairman            |             |        |     |        |     | NS     |     | 0       |
| —    | Luigi Piotti            |             |        |     |        |     |        | NS  | 0       |
| Poz. | Constructor             | ARG         | MCO    | 500 | BEL    | NLD | GBR    | ITA | Puncte  |

| Legendă      | Legendă                                            |
| Culoare      | Rezultat                                           |
| ------------ | -------------------------------------------------- |
| Auriu        | Câștigător                                         |
| Argintiu     | Locul 2                                            |
| Bronz        | Locul 3                                            |
| Verde        | Alte locuri care punctează                         |
| Albastru     | Alte locuri                                        |
| Albastru     | Nu s-a clasat, dar a terminat cursa (NC)           |
| Purpuriu     | A abandonat cursa (Ab)                             |
| Negru        | Descalificat (DSC)                                 |
| Alb          | Nu a luat startul (NS)                             |
| Roșu         | Nu s-a calificat (NSC)                             |
| Fără culoare | Retras înainte de calificări (Ret)                 |
| Fără culoare | Exclus (EX)                                        |
| Fără culoare | Nu a participat (celulă goală)                     |
| Adnotare     | Însemnătate                                        |
| P            | Pole position                                      |
| R            | Cel mai rapid tur                                  |
| (6)          | Rezultatul nu a fost luat în considerare pentru CM |
| 1            | A împărțit mașina cu unul sau mai mulți piloți     |

## Curse non-campionat
Aceste curse n-au contat pentru Campionatul Mondial al Piloților.
| Nume                               | Circuit        | Dată          | Câștigător         | Constructor    |
| ---------------------------------- | -------------- | ------------- | ------------------ | -------------- |
| Gran Premio Ciudad de Buenos Aires | Buenos Aires   | 30 ianuarie   | Juan Manuel Fangio | Mercedes-Benz  |
| VII Gran Premio del Valentino      | Valentino Park | 27 martie     | Alberto Ascari     | Lancia         |
| XVI Grand Prix de Pau              | Pau            | 11 aprilie    | Jean Behra         | Maserati       |
| III Glover Trophy                  | Goodwood       | 11 aprilie    | Roy Salvadori      | Maserati       |
| IV Grand Prix de Bordeaux          | Bordeaux       | 25 aprilie    | Jean Behra         | Maserati       |
| VII BRDC International Trophy      | Silverstone    | 7 mai         | Peter Collins      | Maserati       |
| VIII Gran Premio di Napoli         | Posillipo      | 8 mai         | Alberto Ascari     | Lancia         |
| XVII Grand Prix d'Albi             | Albi           | 29 mai        | André Simon        | Maserati       |
| III Curtis Trophy                  | Snetteron      | 29 mai        | Roy Salvadori      | Maserati       |
| III Cornwall M.R.C. Formula 1 Race | Davidstow      | 30 mai        | Leslie Marr        | Connaught-Alta |
| III London Trophy                  | Crystal Palace | 30 iulie      | Mike Hawthorn      | Maserati       |
| III Daily Record Trophy            | Charterhall    | 6 august      | Bob Gerard         | Maserati       |
| III RedeX Trophy                   | Snetterton     | 13 august     | Harry Schell       | Vanwall        |
| II Daily Telegraph Trophy          | Aintree        | 3 septembrie  | Roy Salvadori      | Maserati       |
| II International Gold Cup          | Oulton Park    | 24 septembrie | Stirling Moss      | Maserati       |
| I Avon Trophy                      | Castle Combe   | 1 octombrie   | Harry Schell       | Vanwall        |
| V Gran Premio di Siracusa          | Siracuza       | 23 octombrie  | Tony Brooks        | Connaught-Alta |